# مايج ايفانز
مايج ايفانز (بالإنجليزية: Madge Evans)‏ (1 يوليو 1909 - 26 أبريل 1981). ممثلة سينمائية أمريكية .

## روابط خارجية
- مايج ايفانز على موقع IMDb (الإنجليزية)
- مايج ايفانز على موقع ألو سيني (الفرنسية)
- مايج ايفانز على موقع أول موفي (الإنجليزية)
- مايج ايفانز على موقع قاعدة بيانات برودواي على الإنترنت (الإنجليزية)
- مايج ايفانز على موقع قاعدة بيانات الأفلام السويدية (السويدية)
- مايج ايفانز على موقع إن إن دي بي (الإنجليزية)
- مايج ايفانز على موقع قاعدة بيانات الفيلم (الإنجليزية)
- مايج ايفانز على موقع كينوبويسك (الروسية)
- Pictures at SilentLadies.com
- Photos at Virtual-History.com
- مايج ايفانز على موقع فايند أغريف